# لاپلاتاسور
لاپلاتاسور (نام علمی: Laplatasaurus) نام یک سرده از زیرراسته سوسمارپاشکلان است.